# Witalij Łewczenko
Witalij Hryhorowycz Łewczenko, ukr. Віталій Григорович Левченко, tadż. Витали Левченко (ur. 28 marca 1972 w Leninabadzie, Tadżycka SRR) – tadżycki piłkarz pochodzenia ukraińskiego, grający na pozycji obrońcy lub napastnika.

## Kariera piłkarska

### Kariera klubowa
Wychowanek klubu Chudżand Leninabad, w barwach którego w 1989 roku rozpoczął karierę piłkarską. Utalentowany młody piłkarz został zauważony przez selekcjonerów Dynama Kijów, a w 1990 roku został piłkarzem ukraińskiego klubu. Jednak za czasów ZSRR grał tylko w drużynie rezerw, a w pierwszych mistrzostwach Ukrainy w drugiej drużynie Dynama. Nie potrafił przebić się do pierwszego składu gwiazdorskiego, dlatego w 1994 przeniósł się do połączonego klubu CSKA-Borysfen Kijów. Po reorganizowaniu klubu kontynuował grę w CSKA Kijów w Wyszczej lidze. W 2000 roku przeszedł do Tawrii Symferopol, ale po sześciu miesiącach w drużynie opuścił zarówno klub, jak i Ukrainę i kontynuował karierę w rosyjskich klubach. W Rosji pierwszym klubem był Wołgar-Gazprom Astrachań, w którym piłkarz grał przez półtora roku. Następnie spędził pierwszą połowę 2003 roku w Dynamie Stawropol, a w drugiej połowie roku występował w chińskim klubie Changchun Yatai. Na początku 2004 roku wrócił do mistrzostw Rosji i zaczął grać w Spartaku Kostroma, a sześć miesięcy później przeniósł się do Urału Jekaterynburg. Jako piłkarz Urału został oskarżony o nielegalne uzyskanie obywatelstwa rosyjskiego. Doprowadziło to do tego, że pół roku później opuścił Rosję i wrócił do Ukrainy. Przez krótki czas piłkarz grał potem w amatorskim klubie Metalist-UHMK z Kijowa, po czym zakończył karierę piłkarską.

### Kariera reprezentacyjna
W latach 1996–2000 występował w narodowej reprezentacji Tadżykistanu. Łącznie zaliczył 9 występów.

## Kariera trenerska
Po zakończeniu kariery piłkarza rozpoczął pracę szkoleniową. Najpierw pracował w sztabie trenerskim drugoligowego ukraińskiego klubu Kniaża Szczasływe, a od 2008 pełnił przez rok obowiązki głównego trenera, a po przerwie, od września 2008 - kierował klubem jako pełnoprawny trener. Ale właścicielowi klubu wkrótce zabrakło pieniędzy na utrzymanie drużyny, a klub nie dograł do końca sezonu w pierwszej lidze i wycofał się z mistrzostw. Następnie szkolił młodzież w Szkole Sportowej Arsenału Kijów, a potem pracował w sztabie trenerskim Desny Czernihów. Na początku 2012 roku został trenerem drugoligowego klubu Jednist' Płysky, ale z powodu nieporozumienia z kierownictwem klubu opuścił drużynę we wrześniu tego roku. Od początku 2013 roku pracował jako trener w Dynamo-RWUFK Kijów, później kierował odrodzonego klubu Arsenał-Kijów, grającego w rozgrywkach amatorskich. W 2015 roku dołączył do sztabu trenerskiego reprezentacji Ukrainy U-20, która brała udział w Młodzieżowych Mistrzostwach Świata 2015 w Nowej Zelandii. W czerwcu 2016 roku został mianowany na selekcjonera reprezentacji Tadżykistanu do lat 20, również został asystentem trenera głównej reprezentacji Hakima Fuzajlowa oraz prowadził Barkchi. 3 czerwca 2017 roku opuścił Tadżykistan, aby objąć stanowisko głównego trenera w Krylja Sowietow Samara. 16 kwietnia 2019 roku został przedstawiony jako główny trener FK Chodżent. 17 lutego 2020 został trenerem klubu Istiklol Duszanbe.

## Sukcesy i odznaczenia

### Sukcesy klubowe
CSKA-Borysfen Kijów
- wicemistrz Perszej lihi Ukrainy: 1994/95

CSKA Kijów
- finalista Pucharu Ukrainy: 1997/98